# 刘祥庆
刘祥庆（1916年—1981年7月25日），男，直隶（今河北）涞水人，中华人民共和国政治人物，曾任中共广东省委组织部部长，广东省政协副主席。